# Winter Cup 2014-2015
La Winter Cup 2014-2015 è stata la seconda edizione del torneo; è iniziata il 20 dicembre 2014 e si è conclusa il 25 gennaio 2015. Al torneo sono qualificate d'ufficio tutte le società iscritte al campionato di Serie A. In seguito alle numerose critiche ricevute nella precedente edizione, la Divisione Calcio a 5 ha completamente rivoluzionato la formula della manifestazione, semplificando il meccanismo di qualificazione alle fasi successive e dimezzando il numero complessivo di partite. Le società hanno l'obbligo di impiegare almeno cinque giocatori formati in Italia e almeno quattro che possiedano la cittadinanza italiana, di cui uno deve essere nato dopo il primo gennaio 1992.

## Formula[2]
Le società classificatesi nei primi cinque posti al termine del girone di andata accedono direttamente alla seconda fase mentre le altre sei si affrontano tra loro in un turno preliminare per decidere i rimanenti tre posti. Nei primi due turni le squadre si affrontano in una gara unica da disputare in casa delle squadre meglio piazzate al termine del girone di andata. Gli accoppiamenti sono stati stabiliti a inizio stagione: la sesta classificata sfida la undicesima, la settima incontra la decima e la ottava gioca contro la nona. Al termine degli incontri saranno dichiarate vincenti le squadre che avranno segnato il maggior numero di reti. In caso di parità di reti segnate si giocheranno due tempi supplementari di 5 minuti ciascuno. In caso di ulteriore parità, si procederà all'effettuazione dei tiri di rigore, il cui numero in questa edizione è stato fissato a tre. Con il medesimo regolamento si disputerà la final four, che si giocherà in sede unica.

## Prima fase[4]
| Arbitri: | Ettore Quarti (Imperia) Nicola Zanna (Ferrara) |
| Crono:   | Massimiliano Palombi (Avezzano)                |

|                                                                                                 |           |                               |
| De Oliveira 11'16'’ Murilo 24'25'’ Calderolli 26'40'’, 27'06'’ Borruto 27'16'’ Cavinato 38'19'’ | Marcatori | 22'15'’ Zanatta 32'55'’ Rocha |

| Arbitri: | Francesco Bertini (Empoli) Marco Messina (Vasto) |
| Crono:   | Fabrizio Burattoni (Lugo di Romagna)             |

|                                                 |           |               |
| Kaká 14'21'’ Coco 33'36'’, 34'18'’ Tuli 35'20'’ | Marcatori | 13'13'’ Botta |

| Arbitri: | Antonino Tupone (Lanciano) Stefano Mezzadri (Parma) Ferruccio Prima (Crotone) |
| Crono:   | Vincenzo Tafuro (Brindisi)                                                    |

|                                                                         |           |  |
| Pereira 2'49'’ Leandrinho 19'25'’ A. De Luca 34'24'’ Leandrinho 35'02'’ | Marcatori |  |

## Seconda fase[5]
| Arbitri: | Gino Simonazzi (Reggio Emilia) Stefano Pani (Oristano) |
| Crono:   | Davide Iacovelli (Chivasso)                            |

|                                   |           |               |
| Follador 0'41'’ M. De Luca 0'51'’ | Marcatori | 20'30'’ Perić |

| Arbitri: | Luca Di Stefano (Albano Laziale) Gaspare Maurici (Prato) |
| Crono:   | Francesco Scarpelli (Padova)                             |

|                                 |           |                                                                           |
| Fabiano 13'58'’ Taborda 17'11'’ | Marcatori | 8'42'’ Pedotti 31'50'’ Vinícius 36'42'’ Kaká 38'45'’ Bertoni 39'37'’ Kaká |

| Arbitri: | Fabrizio Burattoni (Lugo Di Romagna) Antonio Sessa (Foggia) |
| Crono:   | Daniele Di Resta (Roma 2)                                   |

|                                                      |           |                                |
| Salas 27'43'’ Rogério 33'01'’ Pereira 34'20'’ (aut.) | Marcatori | 9'24'’ Delpizzo 29'47'’ Vieira |

| Arbitri: | Biagio Carbone (Mestre) Luca Bizzotto (Castelfranco Veneto) Giancarlo Lombardi (Roma 1) |
| Crono:   | Andrea Campi (Ciampino)                                                                 |

|                                                                       |           |                                                                                       |
| Manfroi 9'02'’ Schininà 9'19'’ Leitão 13'11'’ (aut.) Mentasti 19'21'’ | Marcatori | 6'27'’, 8'43'’, 10'02'’ Borruto 18'43'’ Calderolli 23'03'’ Cavinato 35'30'’ Cuzzolino |

## Final four
La Final four della coppa, in programma il 23 e il 25 gennaio 2015, si è disputata in sede unica presso il Pala San Quirico di Asti. La conferenza di presentazione ed il sorteggio degli accoppiamenti si è tenuto presso la Fondazione della Cassa di Risparmio di Asti martedì 20 gennaio.

### Tabellone
|  | Semifinali | Semifinali | Semifinali |            |         | Finale  | Finale | Finale |  |
|  |            |            |            |            |         |         |        |        |  |
|  | Pescara    | Pescara    | 3          |            |         |         |        |        |  |
|  | Pescara    | Pescara    | 3          |            |         |         |        |        |  |
|  | Pescara    | Pescara    | 4          |            |         |         |        |        |  |
|  | Pescara    | Pescara    | 4          |            | Pescara | Pescara | 1(2)   |        |  |
|  |            |            |            |            | Pescara | Pescara | 1(2)   |        |  |
|  |            |            | Asti (dcr) | Asti (dcr) | 1(3)    |         |        |        |  |
|  | Asti       | Asti       | Asti (dcr) | Asti (dcr) | 1(3)    | 5       |        |        |  |
|  | Asti       | Asti       |            |            |         |         |        |        |  |
|  | Kaos       | Kaos       | 3          |            |         |         |        |        |  |

### Semifinali[7]
| Arbitri: | Francesco Cirillo (Rovereto) Carmelo Loddo (Reggio Calabria) Marco Brasi (Seregno) |
| Crono:   | Simone Ballario (Torino)                                                           |

|                                                                                |           |                                           |
| M. De Luca 0'11'’ Chimanguinho 9'40'’ Wilhelm 25'40'’, 33'40'’ Fortino 39'44'’ | Marcatori | 2'04'’ Tuli 18'10'’ Bertoni 27'31'’ André |

| Arbitri: | Andrea Sabatini (Bologna) Filippo Ragalà (Bologna) Nicola Zanna (Ferrara) |
| Crono:   | Natale Mazzone (Imola)                                                    |

|                                  |           |                                                                      |
| Borruto 7'29'’, 14'08'’, 29'53'’ | Marcatori | 0'22'’ Rogério 2'47'’ Rescia 4'01'’ (aut.) Cuzzolino 13'37'’ Rogério |

### Finale[8]
| Arbitri: | Angelo Galante (Ancona) Damiano Calaprice (Bari) Ettore Quarti (Imperia) |
| Crono:   | Rocco Morabito (Vercelli)                                                |

| |                      | |
| Rogério 23'47'’ | Marcatori            | 17'23’’ Wilhelm |
| Rogério Canal Nicolodi | Tiri di rigore 1 – 2 | Fortino Jonas |
| · Antonio Capuozzo · Ricardo Caputo · Mauro Canal · Douglas Nicolodi · Rogério · Luiz Claudio Costa · Marco Ercolessi · Maximiliano Rescia · Adolfo Salas · Luca Leggiero · Luca Chiavaroli · Simone Tatonetti | Formazioni           | · Davide Putano · Ramon · Sergio Romano · Rodolfo Fortino · Vinícius Duarte · Filipe Follador · Fernando Wilhelm · Jonas · Chimanguinho · Lucas Braga · Luca Casalone · Mirko Casassa |
| Fulvio Colini | Allenatori           | Tiago Polido |

## Classifica marcatori
| Gol |  |  | Giocatore           | Squadra   |
| --- |  |  | ------------------- | --------- |
| 7   |  |  | Cristian Borruto    | Pescara   |
| 4   |  |  | Rogério             | Pescara   |
| 3   |  |  | Fabricio Calderolli | Pescara   |
| 3   |  |  | Kaká                | Kaos      |
| 3   |  |  | Fernando Wilhelm    | Asti      |
| 2   |  |  | Edgar Bertoni       | Kaos      |
| 2   |  |  | Diego Cavinato      | Pescara   |
| 2   |  |  | Wellington Coco     | Kaos      |
| 2   |  |  | Massimo De Luca     | Asti      |
| 2   |  |  | Leandrinho          | Fabrizio  |
| 2   |  |  | Tuli                | Kaos      |
| 1   |  |  | Fabiano Assad       | Luparense |
| 1   |  |  | Vincenzo Botta      | Napoli    |
| 1   |  |  | Chimanguinho        | Asti      |
| 1   |  |  | Antonio De Luca     | Fabrizio  |
| 1   |  |  | Júlio De Oliveira   | Pescara   |
| 1   |  |  | Marcus Delpizzo     | Fabrizio  |

| Gol |  |  | Giocatore          | Squadra    |
| --- |  |  | ------------------ | ---------- |
| 1   |  |  | André Ferreira     | Kaos       |
| 1   |  |  | Murilo Ferreira    | Pescara    |
| 1   |  |  | Filipe Follador    | Asti       |
| 1   |  |  | Rodolfo Fortino    | Asti       |
| 1   |  |  | Felipe Manfroi     | Lazio      |
| 1   |  |  | Giuseppe Mentasti  | Lazio      |
| 1   |  |  | Giovani Pedotti    | Kaos       |
| 1   |  |  | Alcides Pereira    | Fabrizio   |
| 1   |  |  | Marko Perić        | Real Rieti |
| 1   |  |  | Maximiliano Rescia | Pescara    |
| 1   |  |  | Sérgio Rocha       | Sestu      |
| 1   |  |  | Adolfo Salas       | Pescara    |
| 1   |  |  | Angelo Schininà    | Lazio      |
| 1   |  |  | Pablo Taborda      | Luparense  |
| 1   |  |  | Arlan Pablo Vieira | Fabrizio   |
| 1   |  |  | Vinícius           | Kaos       |
| 1   |  |  | Fabricio Zanatta   | Sestu      |